# Wanda Toscanini Horowitz
Pour les articles homonymes, voir Toscanini.
Wanda Giorgina Toscanini Horowitz, née le 7 décembre 1907 à Milan et morte le 21 août 1998 à New York, est la fille du chef d'orchestre Arturo Toscanini et l'épouse du pianiste Vladimir Horowitz.

## Biographie
Enfant, Wanda étudie le piano et le chant. Elle n'a jamais poursuivi une carrière musicale professionnelle, craignant de ne pouvoir jamais satisfaire les normes exigeantes de son père. Malgré cela, elle est l'une des rares personnes prêtes à lui tenir tête. Quand Arturo Toscanini refuse de parler à sa sœur, Wally, à la suite de sa liaison avec un homme marié, c'est Wanda qui affronte son père et insiste pour qu'il rétablisse le contact.
Lors d'un concert Toscanini, elle repère le critique Virgil Thomson en train de somnoler pendant le spectacle. Sachant que Thomson a souvent émis des commentaires négatifs sur son père, elle s'approche de lui et lui déclare : « Je suis Wanda Toscanini Horowitz, et j'ai vu que vous dormiez de la première à la dernière note. J'espère que vous avez apprécié le concert ».

### Mariage avec Vladimir Horowitz
Elle est tout aussi directe avec son mari, qu'elle épouse le 21 décembre 1933. Dans les années 1950, quand Horowitz joue une sonate de Schubert, elle se plaint de la longueur de l'œuvre, ce qui persuade le pianiste de renoncer à une reprise. Elle refuse ostensiblement d'accompagner son mari pour une bonne partie de sa tournée en 1983, lorsqu'il n'accepte de prendre les médicaments qui à son avis nuisent à son jeu.
Wanda et Horowitz se sont séparés en 1948, tandis que le pianiste était aux prises avec son homosexualité. Byron Janis, l'un des élèves d'Horowitz, a écrit que lui et Wanda ont eu une brève liaison au cours de cette période. Horowitz et Wanda se sont réconciliés en 1951. À la suite de la dépression nerveuse d'Horowitz en 1953, elle est restée à ses côtés. Alors qu'elle était fière d'être mariée à un virtuose légendaire, elle a également confié que son époux était parfois « une croix à porter ». Cependant, d'autres ont laissé entendre que la personnalité sévère de Wanda a en partie conduit à la dépression d'Horowitz. Arthur Rubinstein a déclaré que « Wanda était une femme très dure - dure comme la pierre, et que ce fut sans doute un facteur qui a conduit à la dépression de Volodia ».
Wanda a souvent évoqué leur fille, Sonia (1934-1975), affirmant que la mort de Sonia était la plus grande douleur qu'une mère puisse supporter. Plus d'une décennie après la mort de Sonia, elle est vue fondant en larmes à l'évocation du nom de Sonia.
Bien que née catholique, Wanda est opposée à la position de l'Église catholique sur de nombreuses questions, y compris le contrôle des naissances. Comme son mari, Wanda garde de fermes opinions politiques libérales. Elle a une fois qualifié Ronald Reagan d'« acteur de second plan et de président de second rang ».
Après la mort d'Horowitz en 1989, Wanda achete une vieille ferme de 200 ans, qu'elle nomme Pinci's Acres (Pinci était le surnom qu'Horowitz donnait à Wanda) à Ashley Falls, Massachusetts, et l'a garnie avec des antiquités américaines et des souvenirs d'Horowitz. Elle partage ensuite son temps entre cette ferme et sa maison de New York. Aimant les animaux, elle se porte volontaire pour l'ASPCA et elle adopte plusieurs chats errants,.
Comme seule héritière d'Horowitz, Wanda est responsable de l'héritage musical de son défunt mari. Dans les années 1990, elle approuve la réimpression de plusieurs enregistrements qui n'étaient plus disponibles. Elle rejette également plusieurs enregistrements, notamment Islamey de Balakirev, qui selon elle, rendaient un mauvais service à la mémoire de son mari. Des copies de cet enregistrement sont finalement apparues sur Internet, ce qui a conduit à des demandes pour sa diffusion. En 2009, les objections sont levées et l'enregistrement est diffusé.
Wanda est enterrée aux côtés de son mari dans le tombeau de la famille Toscanini au Cimitero Monumentale de Milan. En mai 2004, des vandales font irruption dans la crypte et ouvrent son cercueil, peut-être à la recherche de bijoux.
Wanda Toscanini Horowitz est apparue dans plusieurs films documentaires sur son mari, dont The Last Romantic (en) dans lequel elle parle de l'art de son époux et réfléchit sur sa vie dans le monde de la musique comme fille et épouse de deux musiciens incomparables. Amie de Woody Allen, elle tient un petit rôle parlant dans le film Crimes et Délits.